# عبدالمطلب
شیبه بن هاشم بن عبدمناف مشهور به عبدالمطلب (۴۹۶-۵۷۸ میلادی) بزرگ قبیله قریش و از بزرگان شهر مکه بود. او در یثرب متولد شد و در هفت سالگی به مکه آمد و در آنجا سروری یافت. گفته‌اند که واقعه اصحاب فیل (حملهٔ ابرهه) در دوره سیادت وی بر مکه روی داده است. عبدالمطلب از قبیله قریش و فرزند هاشم است که بنی هاشم به او منسوب‌اند. یکی از اسامی مهم وی شیبه می باشد، به معنای مو سفید.
او پدربزرگ محمد (پیامبر اسلام) و سرپرست او پس از مرگ پدر و مادرش بود. او هنگامی که محمد، ۸ سال داشت، درگذشت. روایات، گرفتن فرمان از سوی خداوند برای حفر چاه زمزم را به او نسبت می‌دهند. او از چاه مراقبت و نگهداری می‌کرد و آب آن را در اختیار زائرین کعبه در مکه می‌گذاشت.

## نسب
نسب او به ابراهیم پیامبر می‌رسد. مادرش سلمی دختر عمرو از طایفه بنی نجار خزرج است. بعد از هجرت محمد به مدینه، این خانواده از یاران او شدند.

## نام و القاب
نام عبدالمطّلب، «شیبه» و کنیه‌اش «أبوالحارث» بوده و گفته‌اند که او را به القاب و نامهای دیگری نیز می‌خوانده‌اند: عامر، سید البطحاء، ساقی الحجیج، ساقی الغیث، غیث الوری فی العام الجدب، أبو السادة العشره، عبدالمطّلب، حافر زمزم، ابراهیم ثانی و فیّاض از این جمله‌اند.
دربارهٔ سبب شهرت او به «عبدالمطلب» گفته‌اند: چند سال پس از وفات هاشم، مطلب (عموی عبدالمطّلب)، او را از یثرب به مکه آورد. وقتی مردم مکه و قریش عبدالمطلب را دیدند که همراه مطلب وارد شهر می‌شود، به گمان این که او بنده خریداری شده مطلب از یثرب است، وی را «عبدالمطلب» خواندند و این نام بعدها همچنان باقی ماند.

## مادرش
هاشم پدر عبدالمطّلب در سفری به یثرب، با «سَلمی» دختر عمرو بن زید از طایفهٔ بنی نجار، ازدواج کرد. او قبل از به دنیا آمدن فرزندش، عبدالمطلب (شیبه)، به شهر غزه در فلسطین کنونی سفر کرد و در همان‌جا درگذشت و به خاک سپرده شد. عبدالمطلب به اختلاف مورخان، هفت سال یا بیشتر در یثرب نزد مادرش به سر برد. سرانجام، عمویش مطّلب، به یثرب رفت و او را با خود به مکه آورد.

## بعد از مرگ عمو
عبدالمطلب پس از مرگ عمویش تمام مناصبی که به صورت موروثی در خاندان آنان وجود داشت، به ارث برد. عبدالمطلب به دلیل حسن مدیریت و کرامت‌هایی که از خود نشان داد، در مکّه به مقبولیت عمومی دست یافت و قریش وی را به سروری پذیرفتند.

## دین
بنابر گزارش‌هایی، عبدالمطلب بر دین حنیف بوده و بت نمی‌پرستید. مسعودی تاریخ‌نگار قرن سوم قمری از وجود اختلاف دربارهٔ دین عبدالمطلب سخن گفته و اینکه عبدالمطلب و دیگر اجداد و پدران محمد هیچ‌یک بت نپرستیده‌اند را به عنوان یکی از نظرات در این باره ذکر می‌کند. شیخ صدوق از امام صادق نقل کرده که پیامبر به علی گفت: «عبدالمطلب هیچ‌گاه قمار بازی نکرد و بت نپرستید و … و می‌گفت: من بر دین پدرم، ابراهیم، هستم.»

## شخصیت عبدالمطلب
یعقوبی می‌گوید: «عبدالمطّلب» در آن روز سرور قریش بود و رقیبی نداشت، چه خدا بزرگواری او را به احدی نداده، و از چاه زمزم (در مکّه) و ذوالهرم (در طائف) سیرابش کرده بود، قریش او را در مال‌های خود داوری دادند، و در قحطی و گرسنگی به مردم خوراک داد تا آنجا که پرندگان و ددان کوهستان را نیز خورانید. ابو طالب در این باره گفته است:
و نطعم حتّی یأکل الطیر فضلنا إذا جعلت أیدی المفیضین ترعد
آنگاه که سخاوتمندان بخل می‌ورزند ما به مردم آن قدر خوراک می‌دهیم که پرندگان هم از مازاد طعام ما می‌خورند.
«عبدالمطّلب» از پرستش بت‌ها بر کنار بود، و خدا را به یگانگی می‌شناخت و به نذر وفا می‌کرد، و سنت‌هایی گذاشت که بعضی از آن‌ها در قرآن نازل گشت.
یعقوبی به سند خود از رسول خدا روایت کرده‌است که گفته است: «خدا جدّ من- عبدالمطّلب- را به تنهایی در سیمای پیامبران و هیبت پادشاهان محشور می‌نماید».
ایمان
بنابر گزارش‌هایی، عبدالمطلب بر دین حنیف بوده و بت نمی‌پرستید. مسعودی تاریخ‌نگار قرن سوم قمری از وجود اختلاف دربارهٔ دین عبدالمطلب سخن گفته و اینکه عبدالمطلب و دیگر اجداد و پدران پیامبر اکرم هیچ‌یک بت نپرستیده‌اند را به عنوان یکی از نظرات در این باره ذکر می‌کند. شیخ صدوق از امام صادق نقل کرده که پیامبر به علی گفت: «عبدالمطلب هیچ‌گاه قمار بازی نکرد و بت نپرستید و … و می‌گفت: من بر دین پدرم، ابراهیم، هستم.»

## ماجرای اصحاب فیل
بنابر روایات تاریخی، ماجرای حمله ابرهه به مکه معروف به حمله اصحاب فیل در زمان عبدالمطلب روی داد. ابرهه با لشکری از یمن به قصد تخریب کعبه به مکه حمله کرد. لشکریان ابرهه شتران قریش را به غارت بردند. میان عبدالمطّلب و ابرهه ملاقاتی صورت گرفت. عبدالمطلب تنها آزادی شتران خود را درخواست کرد. ابرهه گفت، گمان می‌کردم برای گفتگو دربارهٔ کعبه آمده‌ای. عبدالمطلب پاسخ داد:
من خداوندگار شترانم و این خانه نیز خداوندگاری دارد که از آن محافظت خواهد کرد.
سپس به مکه بازگشت و به مردم مکه دستور داد تا به کوه‌ها بروند و اموال خودرا نیز به همراه ببرند. روز بعد، تودهٔ عظیمی از پرندگان به لشکر ابرهه حمله کرد. در این حمله تنها معدودی از سربازان زنده ماندند و گریختند.

## حفر زمزم
به نقل منابع تاریخ مکه، پیش از استیلای قُصَی بن کِلاب (جد عبدالمطلب) قبیله جُرهُم بر شهر مکه حکومت می‌کرد. ستمگری مردم این قبیله باعث شد تا قبایل دیگر علیه آنان قیام کنند. سرانجام در جنگی قبیلهٔ خُزاعه، جرهمیان را شکست داد. عمر بن حارث، آخرین حاکم جرهمی، برای حفظ اموال کعبه، به درون خانه کعبه رفت و جواهرات و هدایای نفیسی را که برای کعبه آورده بودند، به چاه زمزم ریخت و چاه را با خاک پر و پنهان کرد. سال‌ها بعد، عبدالمطلب کوشید تا این چاه را پیدا کند. گفته‌اند که او در یک رؤیا، جای چاه را پیدا کرد و مأمور به حفر آن شد. عبدالمطلب زمزم را حفر کرد و جواهرات را یافت و برای کعبه خرج کرد و چاه زمزم نیز بار دیگر پرآب شد.

## نذر عبدالمطلب
بنابر برخی گزارش‌ها، عبدالمطلب در ماجرای حفر چاه زمزم، با کارشکنی و اعتراض قریش رو به رو شد. با خود نذر کرد که اگر خدا ده پسر به او بدهد، یکی از آن‌ها را در راه خدا و در کنار کعبه قربانی کند و خدای تعالی این حاجت او را برآورده کرد.
پس از آنکه پسران وی به ده تن رسیدند، در میان آنان قرعه زد و قرعه نام عبدالله درآمد. در نهایت، به جای عبدالله، صد شتر قربانی کرد.
علی دوانی با تکیه بر موحد بودن عبدالمطلب، و این که نذر کشتن فرزندان از آیین‌های بت‌پرستان بود و نیز این که در سلسله راویانی که این ماجرا را نقل کرده‌اند افراد ناشناخته و ضعیفی وجود دارند، جریان نذر عبدالمطلب را افسانهٔ برساخته امویان می‌داند. به اعتقاد او امویان به این وسیله می‌خواسته‌اند با کاهش فضائل اجداد امیرالمؤمنین جایگاه ایشان را نیز پایین بیاورند.

## سنت‌های عبدالمطلب
شیخ صدوق در کتاب خصال، از امام صادق نقل کرده‌است که پیامبر به علی فرمود: عبدالمطلب پنج سنت را در جاهلیت اجرا کرد که خداوند همان را در اسلام مقرر فرمود: او زن پدر را بر فرزندانش حرام کرد و خداوند هم فرمود: «وَ لا تَنْکِحُوا ما نَکَحَ آباؤُکُمْ مِنَ النِّساءِ»، با زن‌هایی که در نکاح پدرانتان بوده‌اند، نکاح نکنید.
او گنجی را یافت - ممکن است منظور همان اشیایی باشد که جرهم از هدایای کعبه به هنگام پر کردن چاه زمزم در آن ریختند- و خمس آن را صدقه داد و خداوند عزّ و جلّ هم فرمود: «وَ اعْلَمُوا أَنَّما غَنِمْتُمْ مِنْ شَیءٍ فَأَنَّ لِلَّهِ خُمُسَهُ». بدانید که آنچه غنیمت به دست می‌آورید، یک پنجم از آن خدا است. هنگامی که چاه زمزم را حفر کرد، آن را سقایة الحاج (آشامیدنی حاجیان) نامید و خداوند هم فرمود: «أَ جَعَلْتُمْ سِقایةَ الْحاجِّ وَ عِمارَةَ الْمَسْجِدِ الْحَرامِ کَمَنْ آمَنَ بِاللَّهِ وَ الْیوْمِ الْآخِرِ»، آیا آشامیدنی حاجیان و کلیدداری مسجدالحرام را برابر عمل کسی دانسته‌اید که به خداوند و روز قیامت ایمان آورده است؟
عبدالمطلب دیه قتل یک مرد را یکصد شتر قرار داد که خداوند همان را در اسلام جاری کرد. تعداد شوطهای طواف در میان قریش نامشخص بود که عبدالمطلب آن را هفت شوط قرار داد و خداوند همین هفت دور طواف را در اسلام جاری کرد.
یعقوبی می‌نویسد: او سنت‌هایی را پایه‌گذاری کرد که رسول خدا آن‌ها را اجرا می‌کرد و آیات الهی در مورد آن‌ها نازل شد و آن‌ها عبارت بود از:
وفای به نذر، تعیین صد شتر برای دیه، حرمت ازدواج با محرم، وارد نشدن به خانه از راه پشت بام، قطع دست سارق، نهی از قتل دختران، مباهله، تحریم خمر، تحریم زنا و اجرای حدّ بر آن، قرعه، منع طواف به صورت عریان، اکرام میهمان، پرداخت مخارج حجّ از اموال پاک و مشروع، تعظیم ماه‌های حرام و نفی ریا کاری و نفاق.

## درگذشت
مطابق مشهور هشت سال از عمر پیامبر گذشته بود که عبدالمطلب از دنیا رفت. عبدالمطلب درهنگام مرگ به اختلاف گفتار مورخان هشتاد و دو سال و یا صد و هشت سال و به گفته جمعی یکصد و چهل سال از عمرش گذشته بود.
از ام ایمن نقل شده که گوید، پیامبر به دنبال جنازه عبدالمطلب می‌رفت و پیوسته می‌گریست تا وقتی که جنازه را در محله «حُجون» بردند و در کنار قبر جدش قصی بن کلاب دفن کردند.

## فرزندان و نوادگان
ده پسر به نام‌های: حارث، عبدالله، زبیر، ابوطالب، حمزه، مقوم، عباس، ضرار، قثم، ابولهب (عبدالعزی) و غیداق.
شش دختر به نام‌های: عاتکه، صفیه، امیمه، بره، اروی، و ام‌حکیم (بیضاء) از فرزندان او فقط ابوطالب، حمزه، عباس، صفیه و به قولی اروی اسلام را پذیرفتند.
نسب امامان شیعه و همه طالبیان (بنی علی، بنی‌جعفر و بنی‌عقیل) از طریق ابوطالب (امامان شیعه از نسل دخترش فاطمه نیز بودند) و نسب بنی‌عباس از طریق عباس به وی می‌رسد. همچنین نسب بنی‌حارث و بنی ابی‌لهب به او می‌رسد.